# 玉嬪
玉嬪（ぎょくひん、道光23年7月19日(1843年8月14日) - 同治元年11月16日(1863年1月5日)）は咸豊帝の妃嬪。姓は葉赫那拉氏（星懇達爾漢系）。満洲正白旗出身。同様に咸豊帝の妃嬪である璹嬪は実の姉。

## 生涯
道光23年（1843年）7月19日生まれ。

### 出自
- 曾祖父（高祖父）：兵部尚書・那清安。

- 祖父：員外郎・全志。

- 父：員外郎・桂祥。

- 母：舒舒覺羅氏（嫡母）。

出身は葉赫国主系の葉赫那拉氏であり、
同族に葉赫貝勒・ギンタイシがいるが、一族は清初には普通の旗人兵丁に過ぎず、康熙・雍正時代にようやく台頭した。
一族は高級官僚・科挙世家となったが、他の世家と婚姻を結ぶことが多かった。
姉妹の一人は、盛京将軍・崇実の息子である員外郎・華毓に嫁ぐ。

### 宮廷での経歴
咸豊8年（1858年）2月3日
外八旗の選秀（妃嬪選び）で玉貴人に封される。
同年3月25日、祺嬪とともに本家から直接円明園へ入る。直前に、姉の璹貴人の宮中待遇が格下げされていて、常在と同じ待遇にされていたが、玉貴人が入宮すると、璹貴人の待遇は元に戻った。
咸豊10年（1860年）8月、英仏連合軍の侵攻（アロー戦争）により、咸豊帝は熱河・承徳避暑山荘へ避難。璹貴人・玉貴人の姉妹も随行した。
同年12月29日（旧暦臘月）、随行した妃嬪たちへ新年の恩賜があり、姉妹それぞれ銀20両を賜る。
咸豊11年（1861年）7月、咸豊帝の崩御後、即位した同治帝が妃嬪を尊封。景仁宮の璹貴人と儲秀宮の玉貴人は「嬪」に昇格。咸豊帝の妃嬪は東六宮の永和宮・景仁宮・承乾宮に一時滞在。璹嬪と玉嬪は、麗皇貴妃とともに永和宮に居住。
同年10月10日、皇考玉嬪に尊封される。
同治元年（1862年）2月、内務府が道光帝・咸豊帝の妃嬪たちの親族との面会（会親）を手配。
2月13日、璹嬪と玉嬪が親族と面会。面会時間は早朝（卯時）から夕方（酉時）までで、親族は蒼震門から出入りした。
同年11月16日、正式な「玉嬪」への尊封は未完了のまま、20歳で病死した。
そのため、尊封手続きは中止された。
同治4年（1865年）9月25日、玉嬪の金棺が東陵・定陵妃園寝に埋葬。

## 伝記資料
- 『清史稿』
- 『清実録』